# Guy Dardenne
Guy Dardenne (Beauraing, 19 ottobre 1954) è un ex calciatore belga, di ruolo centrocampista.

## Carriera
In carriera ha sempre giocato in Belgio, militando in nove squadre diverse, tra cui RWD Molenbeek, Standard Liegi e Bruges.
Con il Belgio ha partecipato al campionato europeo di calcio 1980, risultando finalista, ma senza giocare. Ha collezionato 11 presenze in Nazionale.

## Palmarès

### Club

#### Competizioni internazionali
- Coppa Piano Karl Rappan: 1

Standard Liegi: 1974